# Olive Bartle
Olive Bartle   (Lewisham, 10 de setembre de 1912 - 10 d'abril de 1994) va ser una nedadora anglesa que va competir durant la dècada de 1930.
En el seu palmarès destaca una medalla de bronze en els 4x100 metres lliures del Campionat d'Europa de natació de 1934 i una altra de bronze en els 4x100 iardes lliures dels Jocs de l'Imperi Britànic.